# Гремучий (Миллеровский район)
Гремучий — хутор в Миллеровском районе Ростовской области. Входит в состав Криворожского сельского поселения.

## География
На хуторе имеется одна улица: Подгорная.

## Население
| 2010 |
| ---- |
| 0    |